# Heart-Shaped Box
"Heart-Shaped Box" é uma canção da banda grunge Nirvana, presente no terceiro e último álbum de estúdio do grupo, In Utero. Foi lançada como o primeiro single do álbum, em agosto de 1993, e foi uma das duas canções do álbum que tiveram mixagem adicional feita por Scott Litt, a fim de aumentar a produção original de Steve Albini.
Embora a gravadora do Nirvana, a DGC, não tenha lançado comercialmente um compacto nos EUA, "Heart-Shaped Box" recebeu bastante radiodifusão, alcançando a posição de número um nas paradas da Billboard Modern Rock Tracks. No Reino Unido, o single alcançou a posição de número cinco na UK Singles Chart.
O videoclipe da canção, dirigido por Anton Corbijn, foi aclamado por críticos e ganhou dois prêmios, incluindo o de Melhor Video Alternativo, na MTV Video Music Awards, em 1994.

## Origem e gravação
Kurt Cobain escreveu "Heart-Shaped Box" no começo de 1992. Cobain esqueceu da canção por um tempo, mas recomeçou a trabalhar nela quando ele e sua esposa, Courtney Love, se mudaram para uma casa em Hollywood Hills. Numa entrevista para a revista Rolling Stone, em 1994, Love disse que o ouviu por acaso trabalhando no riff da canção no closet. Ela disse que lhe perguntou se ela poderia usar o riff em uma das canções dela, ao que ele respondeu "Cai fora!" e fechou a porta do closet. "Ele estava tentando ser tão sorrateiro", disse Love. "Eu podia ouvi-lo no andar de baixo". O casal compartilhava um diário no qual escreviam letras; o biógrafo de Cobain, Charles R. Cross, notou que a sensibilidade de composição de Love influenciou a de Cobain na canção. O nome da canção veio de uma caixa em forma de coração (heart-shaped box) que Love dera a Cobain. Entretanto, o título original era "Heart-Shaped Coffin" (Caixão em Forma de Coração).
O Nirvana teve dificuldades para completar a canção. Cobain tentou que o resto da banda a completasse em jam sessions. Ele disse: "durante aqueles ensaios eu estava tentando esperar que Krist ou Dave viessem com alguma ideia, mas acabava virando barulho o tempo todo." Um dia Cobain fez uma última tentativa de completar a canção. Ele conseguiu fazer uma melodia vocal e a banda finalmente terminou a canção. Cobain disse que quando terminaram "Heart-Shaped Box", "nós percebemos que era uma boa canção."
A banda gravou uma demo de "Heart-Shaped Box" (então intitulada "Heart-Shaped Coffin") durante sessões que ocorreram nos dias 19 a 21 de janeiro de 1993, no estúdio BMG Ariola Ltda., no Rio de Janeiro, Brasil, com o produtor Craig Montgomery; foi a primeira canção gravada nas sessões. No dia 23 daquele mês, o Nirvana tocou a canção ao vivo pela primeira vez, em uma apresentação no Rio de Janeiro, no festival Hollywood Rock. A gravação feita na sessão do estúdio BMG Ariola Ldta. foi lançada posteriormente na caixa especial With the Lights Out, em 2004.
A versão do álbum In Utero foi gravada cerca de um mês depois, em fevereiro de 1993, por Steve Albini nos Pachyderm Studios, em Cannon Falls, Minnesota. Antes do lançamento do álbum, a faixa foi remixada por Scott Litt. Cobain disse não ter arrependimentos em relação à decisão da banda de remixá-la, e sustentou que os vocais e o baixo não estavam proeminentes o suficiente na mixagem original. O baixista do Nirvana, Krist Novoselic, também estava insatisfeito com a mixagem original de "Heart-Shaped Box". Numa entrevista de 1993 para o Chicago Sun-Times, ele disse que o efeito original do solo de guitarra da canção soava "como uma porra dum aborto batendo no chão". Quando foi remixada por Scott Litt, Cobain aproveitou a oportunidade para adicionar violão e segunda voz à canção.

## Composição e letras
O jornalista Gillian Gaar descreveu "Heart-Shaped Box" como a "fórmula do Nirvana personificada, com um riff contido, decrescente tocado ao longo da estrofe, crescendo em intensidade para o arroubo cascateante do refrão."
Cobain disse que a canção foi inspirada em documentários sobre crianças com câncer. Ele disse ao biógrafo Michael Azerrad "toda vez que eu penso nisso, me deixa mais triste do que qualquer coisa que eu possa pensar." Azerrad afirmou em sua biografia Come As You Are: a história do Nirvana, que, a despeito da explicação de Cobain, a canção, na verdade, parecia ser sobre Courtney Love. Charles Cross escreveu em sua biografia de Kurt Cobain, Mais Pesado Que o Céu, que com o verso "I wish I could eat your cancer when you turn black" ("eu gostaria que eu pudesse comer seu câncer quando você enegrecer"), o vocalista "cantou  o que deve ser a mais convoluta via que algum compositor já tomou na história da música pop para dizer 'eu te amo'".
Após uma execução de "Heart-Shaped Box" por Lana Del Rey em 2012, Courtney Love afirmou no Twitter que a canção é sobre sua vagina. O tuíte foi apagado logo depois. Cobain disse que com o refrão "Hey/Wait/I've got a new complaint" ("Ei/Espere/Tenho uma nova queixa") ele dava um exemplo de como ele mesmo era visto pela mídia.

## Lançamento
Nos EUA, o single não foi lançado comercialmente. Houve apenas o lançamento promocional (para estações de rádio). "Heart-Shaped Box" entrou nas paradas da Billboard Modern Rock Tracks na posição de número sete, chegando depois ao primeiro lugar. A canção alcançou também o quarto lugar nas paradas da Mainstream Rock Tracks.
O single foi lançado comercialmente no Reino Unido, onde atingiu a posição de número cinco na UK Singles Chart. O lançamento se deu no dia 30 de agosto de 1993, em vinil de 7" e fita cassete, que incluíam como lado-B a canção inédita "Marigold", composta por Dave Grohl; foi lançado também em vinil de 12" e em CD, e ambos os formatos incluíam como lado-B, além de "Marigold", outra faixa do álbum In Utero, "Milk It".
Em 2013, foi lançado um compacto promocional acompanhando as primeiras 2000 cópias da edição Super Deluxe comemorativa do 20º aniversário do álbum In Utero. Trata-se de um CD numa embalagem em forma de coração, contendo, além da versão de "Heart-Shaped Box" originalmente lançada no álbum, mais duas versões da canção, ambas mixadas por Steve Albini: a mixagem de 1993 que acabou não sendo utilizada pela banda, e uma mixagem de 2013, feita especialmente para a reedição do álbum.

## Videoclipe
O Nirvana inicialmente queria que Kevin Kerslake, que dirigira os videos de "Come As You Are", "Lithium" e "In Bloom", fosse o diretor do vídeo de "Heart-Shaped Box". Kerslake preparou cinco roteiros durante julho e agosto de 1993, mas nenhum acordo de filmagem foi feito, e, ao fim do mês, o grupo decidiu trabalhar com o fotógrafo e diretor alemão Anton Corbijn. Corbijn, que costumava criar suas próprias ideias para os vídeos, estava inicialmente inseguro quanto a dirigir o vídeo já que o roteiro de Cobain era muito detalhado. Corbijn disse "Mas então eu o vi e pensei que pesei que era, de fato, bastante bom. Eu fiquei muito surpreso por alguém escrever uma canção e ter aquelas ideias tão precisas quanto ele as teve."
O vídeo começa e termina com a banda num ambiente hospitalar observando um idoso sendo medicado com soro intravenoso. A maior parte do vídeo ocorre num ambiente externo surreal que incorpora o imaginário do filme O Mágico de Oz. Durante a primeira estrofe da canção, o idoso do hospital sobe numa cruz cristã sobre a qual há corvos. A segunda estrofe apresenta uma menina vestida com um roupão branco e chapéu de ponta tentando alcançar fetos humanos numa árvore, e uma mulher obesa vestida com uma roupa estampada com órgãos humanos e com asa angelicais afixadas em suas costas. Na versão final do vídeo, a banda é mostrada tocando apenas durante o refrão, na área externa, onde o rosto de Cobain se aproxima e se afasta do foco da câmera. Embora a maior parte do vídeo tenha sido concebida por Cobain, Corbijn adicionou alguns elementos, tais como os corvos artificiais, a escada para o idoso subir na cruz, e a caixa com um coração em cima dentro da qual a banda toca o último refrão. O diretor criou uma outra versão do vídeo contendo outras cenas na estrofe final, incluindo mais imagens da menina e da mulher, e cenas de Cobain deitado de costas no campo de papoulas e névoas a sua volta. Essa versão do vídeo foi primeiramente incluída no DVD The Work of Director Anton Corbijn. Em seguida, foi lançada no DVD Live and Loud do Nirvana, como vídeo extra, em 2013.
Após o lançamento do vídeoclipe, o diretor Kevin Kerslate processou a banda por infração de copyright. O caso, todavia, foi resolvido extrajudicialmente. O videoclipe ganhou dois prêmios na MTV Video Music Awards, em 1994, por "Melhor Vídeo Alternativo" e "Melhor Direção de Arte". Como a cerimônia foi realizada após a morte de Kurt Cobain, os prêmios foram recebidos por seus colegas de banda Krist Novoselic, Dave Grohl e Pat Smear, que recentemente havia integrado a banda como segundo guitarrista. "Heart-Shaped Box" também ficou em primeiro lugar da categoria de videoclipes na enquete Pazz & Jop da revista Village Voice. Em 2011, a revista NME classificou o videoclipe da canção em 22º lugar em sua lista dos "100 Melhores Videoclipes". No mesmo ano, a revista Time incluiu "Heart-Shaped Box" em sua lista dos "30 Melhores Videoclipes de Todos Os Tempos", em que foi descrito como "belo e (...) assustador".

## Faixas do compacto

### Lançamento britânico
7"
A. "Heart-Shaped Box" (LP version)
B. "Marigold" (previously unreleased) [Dave Grohl]
Fita cassete (ambos os lados tocam a mesma sequência de música)
A1/B1. "Heart-Shaped Box" (LP version)
A2/B2. "Marigold" (previously unreleased) [Dave Grohl]
12"
A. "Heart-Shaped Box" (LP version)
B1. "Milk It" (LP version)
B2. "Marigold" (previously unreleased) [Dave Grohl]
CD
1. "Heart-Shaped Box" (LP version)
2. "Milk It" (LP version)
3. "Marigold" (previously unreleased) [Dave Grohl]

### Outros lançamentos
CD single promocional de 2013 (edição limitada de 2000 cópias, incluída na versão super deluxe da edição comemorativa do 20º aniversário do álbum In Utero)
1. "Heart-Shaped Box" (Original 1993 album version, mixed by Scott Litt)
2. "Heart-Shaped Box" (Previously unreleased, mixed by Steve Albini in 1993)
3. "Heart-Shaped Box" (Previously unreleased, mixed by Steve Albini in 2013)

## Créditos
Nirvana
- Kurt Cobain - voz e guitarra
- Krist Novoselic - baixo
- Dave Grohl - bateria

Equipe técnica
- Steve Albini - produção
- Scott Litt - mixagem adicional